# Lutjanus goldiei
Lutjanus goldiei és una espècie de peix de la família dels lutjànids i de l'ordre dels perciformes.

## Morfologia
- Els mascles poden assolir 100 cm de longitud total.[2][3]

## Hàbitat
És un peix de clima tropical.

## Distribució geogràfica
Es troba al sud de Papua Nova Guinea (entre Port Moresby i Fly River).